# Pfarrkirche Münichreith am Ostrong

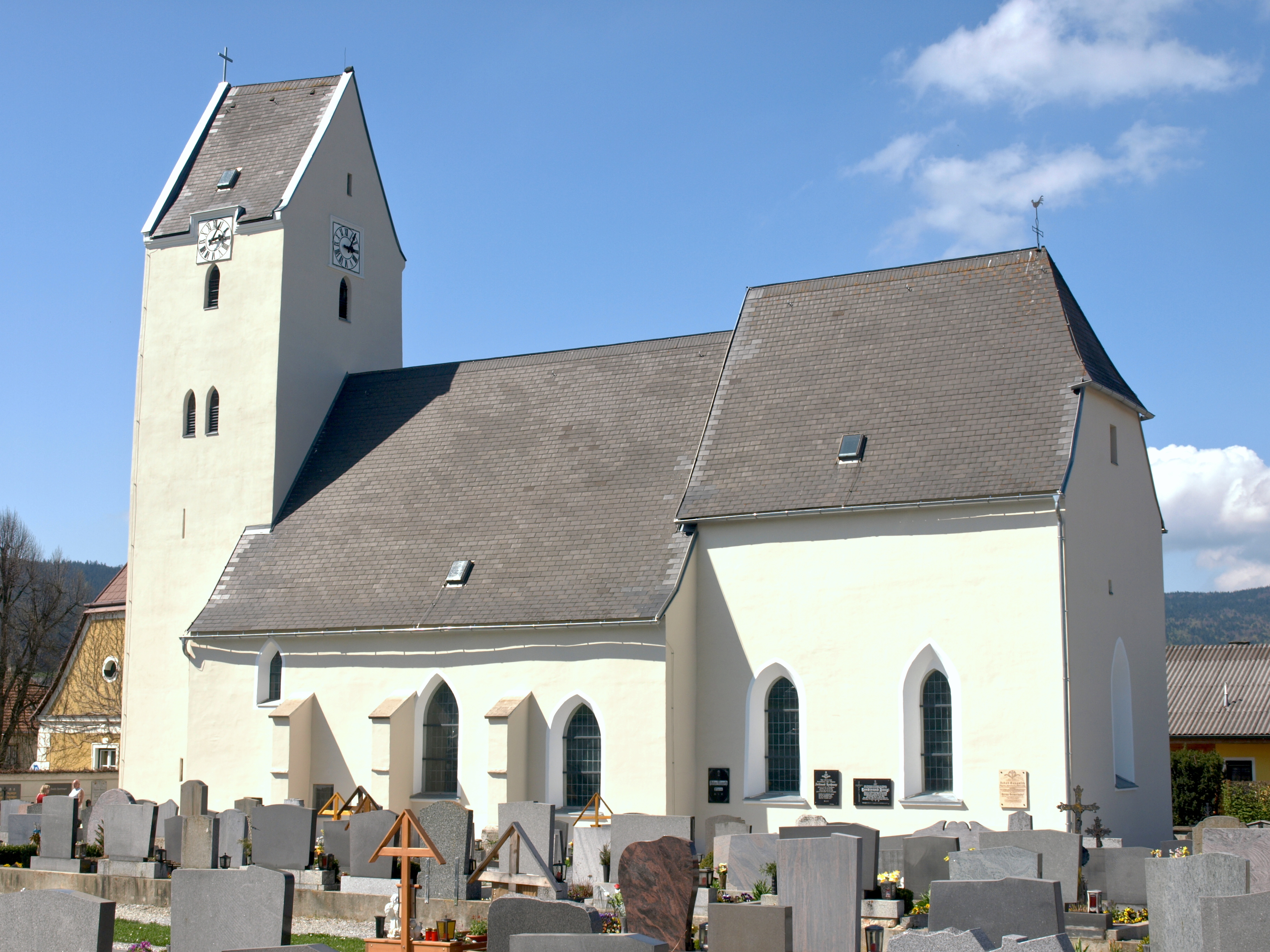
Katholische Pfarrkirche hl. Nikolaus in Münichreith am Ostrong

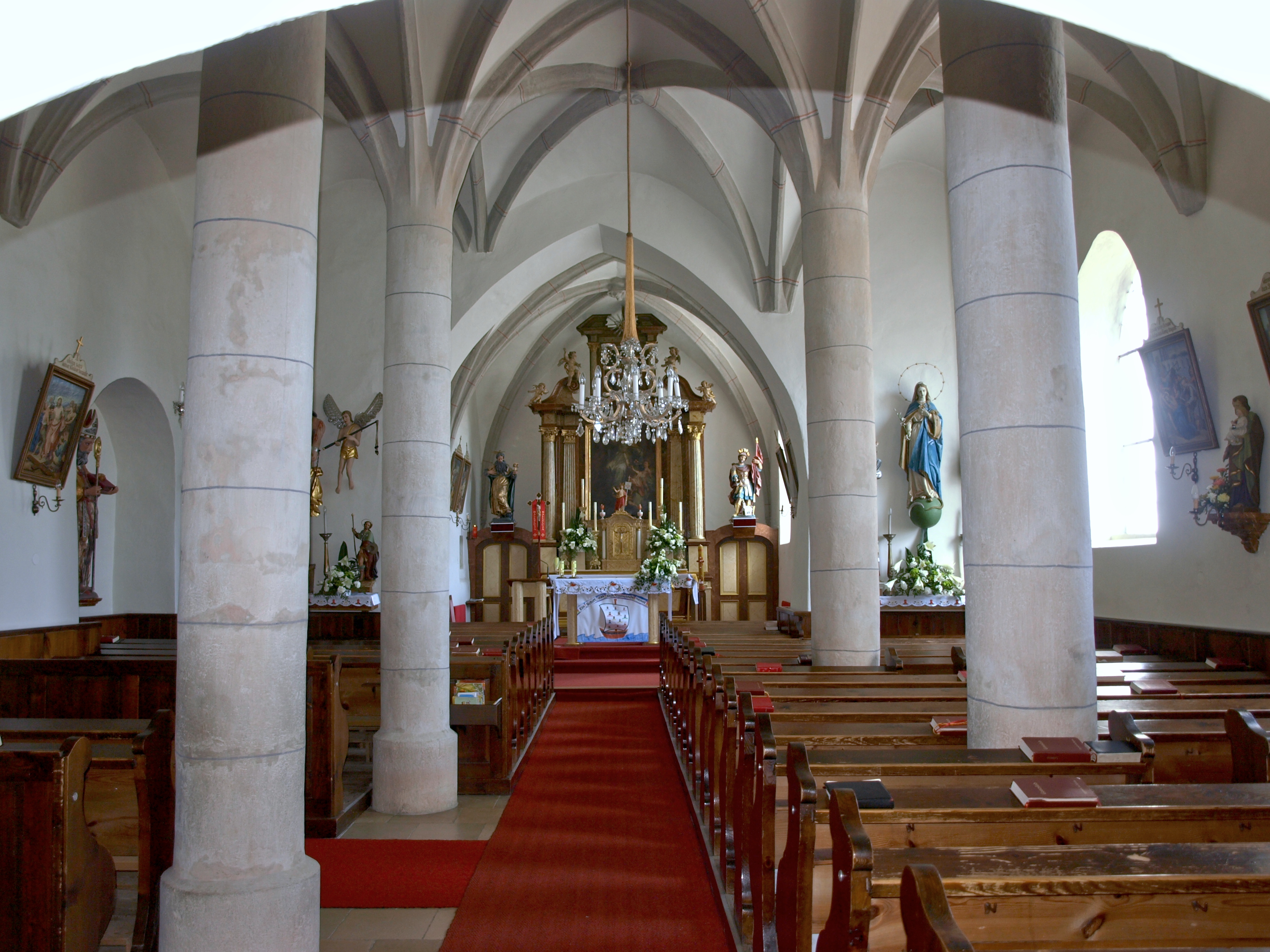
Im Langhaus zum Chor

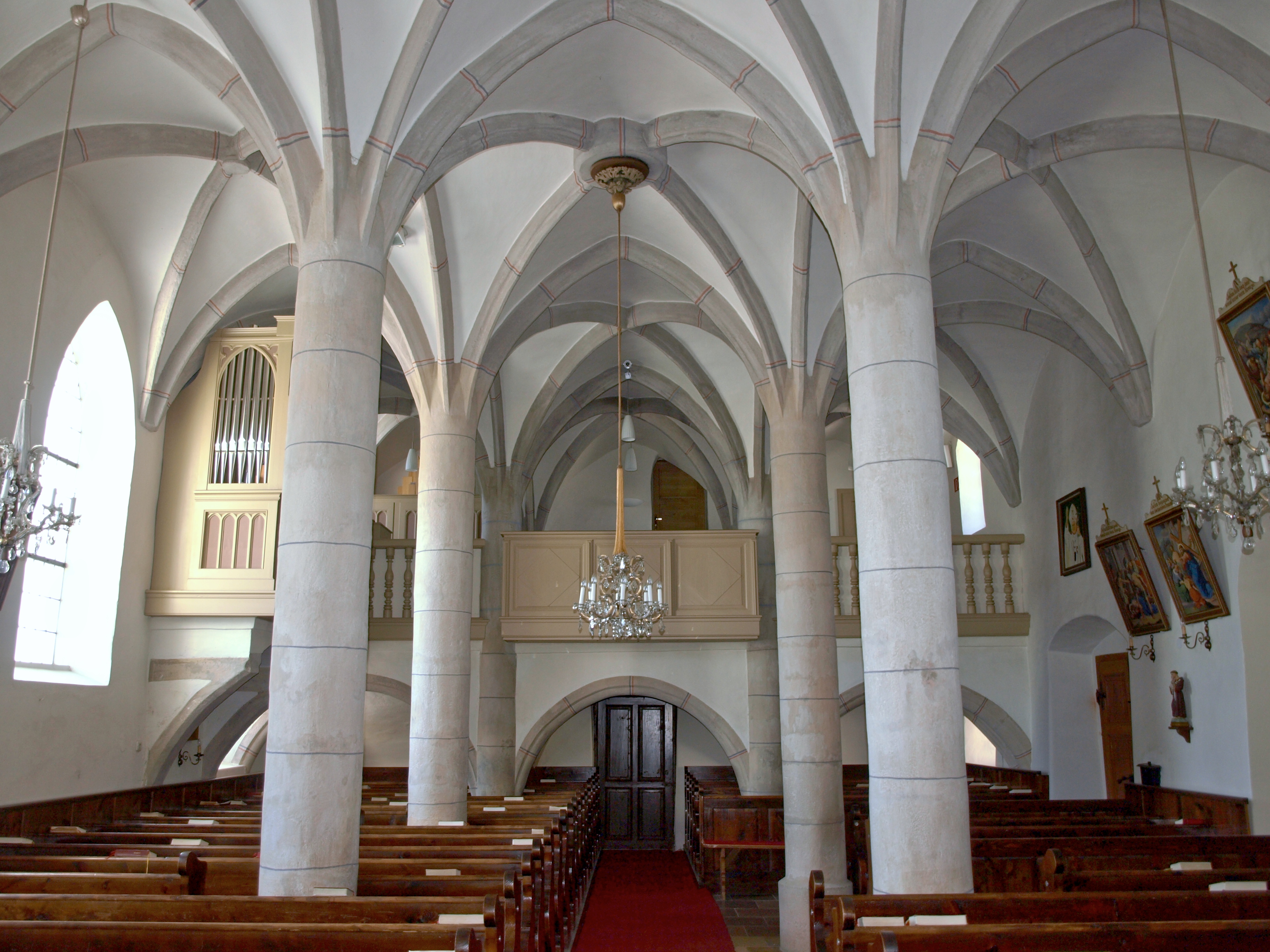
Im Langhaus zur Westempore, links die vorgezogene Orgel

Die Pfarrkirche Münichreith am Ostrong steht inmitten des Ortes Münichreith in der Gemeinde Münichreith-Laimbach im Bezirk Melk in Niederösterreich. Die dem heiligen Nikolaus von Myra geweihte römisch-katholische Pfarrkirche gehört zum Dekanat Maria Taferl in der Diözese St. Pölten. Die Kirche und der Friedhof stehen unter Denkmalschutz (Listeneintrag).

## Geschichte
Der Ort wurde um 1136 genannt und vom Chorherrenstift St. Nikola bei Passau erworben. Zur Kirche wurde wohl 1073 genannt und urkundlich 1144 zur Pfarrkirche erhoben. Die Pfarre war bis ins 13. Jahrhundert Mutter der Pfarrkirche Altenmarkt im Yspertal und bis 1784 der Pfarrkirche Neukirchen am Ostrong.
Die gotische Hallenkirche mit einem Rechteckchor hat einen leicht schräg angestellten wehrhaften Westturm.

## Architektur
Die Kirche ist von einem Friedhof umgeben.
Kirchenäußeres
Das Langhaus unter einem steilen Satteldach hat im Süden niedrige Strebepfeiler mit Wasserschlägen sowie südlich unterschiedlich hoch gesetzte Spitzbogenfenster. Das gotische Nordportal mit einem gerade Stutz und einem verstäbten Gewände aus dem Anfang des 15. Jahrhunderts hat eine Vorhalle aus dem 19. Jahrhundert. Der eingezogene Chor ist baulich höher als das Langhaus und trägt ein Schopfwalmdach und hat Spitzbogenfenster, das östliche Fenster hat Maßwerk. Der Westturm aus dem 14. Jahrhundert hat schmale Schlitzfenster im Norden und Süden und darüber Spitzbogenfenster. Im nördlichen Chorwinkel steht eine Sakristei mit einem geknickten Ostabschluss und schmalen Spitzbogenfenstern mit Kleeblattmaßwerk. Westlich an der Sakristei und Langhaus besteht ein querschiffartiger Kapellenanbau aus dem 18. Jahrhundert und im 19. Jahrhundert verändert mit Satteldach, Rundbogenfenstern und einer neubiedermeierlichen Tür.
Kircheninneres
Das romanische oder frühgotische, wohl ursprünglich mit Flachdecke geschlossene Langhaus wurde ab 1400 zu einer dreischiffigen vierjochigen Halle mit annähernd quadratischen Jochen und mit einem Kreuzrippengewölbe auf schlanken Rundpfeilern umgebaut. Es gibt zwei skulptierte Schlusssteine im Mittelschiff und einen skulptierten Schlussstein im rechten Seitenschiff. Die niedrige Westempore ist kreuzgratunterwölbt und ist unter Einbeziehung der westlichen Rundpfeiler mit Rundbogenarkaden geöffnet; die Empore ist im Süden über zwei Kragsteine im Anfang des 15. Jahrhunderts hakenförmig vorgezogen. Im vierten Joch des Langhauses gibt es eine Rundbogennische. Das Langhausportal zum tonnengewölbten Turmerdgeschoß ist rechteckig.
Der spitzbogige Triumphbogen ist stark eingezogen. Der zweijochige Rechteckchor ist etwas breiter als das Mittelschiff und hat ein kräftig profiliertes Kreuzrippengewölbe aus der Mitte und zweiten Hälfte des 14. Jahrhunderts auf polygonalen Kelchkonsolen mit zwei skulpturierten Schlusssteinen, einmal mit der Büste Nikolaus und einmal als Rosette. Das Sakristeiportal in der Nordwand ist schulterbogig in abgefaster Rahmung. Die Sakristei als unregelmäßiger fünfeckiger Raum hat ein Rippengewölbe konsolartig auflaufend hat einen reliefierten Schlussstein als Rosette. Die Sakristei hat ein westliches Schulterbogenportal, welches ehemalig zur Kanzel führte. Die ehemalige Kapelle hat ein Kuppelgewölbe über Mauerrundgurten aus dem 18. Jahrhundert.

## Ausstattung
Der Hochaltar aus 1660 als Retabel mit Säulen und Pilastern mit einem Auszug und Opfergangsportalen zeigt das Hochaltarblatt hl. Nikolaus von Martin Johann Schmidt 1796 und ein Oberbild Letztes Abendmahl aus dem 19. Jahrhundert. Er trägt die Statuen Antonius Eremit und Florian aus der zweiten Hälfte des 17. Jahrhunderts.
Die Orgel und die Emporenbrüstung baute Max Jakob 1904. Es gibt Glocken aus dem 14. Jahrhundert und 1505.
Es gibt zwei Priestergrabsteine, Jakobus Fröhlich 1771, Felix Heillingeder 1759.